# 国鉄タキ4900形貨車
国鉄タキ4900形貨車（こくてつタキ4900がたかしゃ）は、日本国有鉄道（国鉄）に在籍した私有貨車（タンク車）である。
本形式と同一の専用種別であるタキ4950形についても本項目で解説する。

## タキ4900形
本形式は、サラシ液専用の30 t 積タンク車として1955年（昭和30年）12月に、1ロット1両（コタキ4900）が日立製作所にて製作された。
記号番号表記は特殊標記符号「コ」（全長 12 m 以下）を前置し「コタキ」と標記する。
本形式の他にサラシ液を専用種別とする形式には、タ4100形（3両）、タラ600形（2両）、タラ700形（2両）、タサ4900形（1両）、タキ4950形（4両、後述）、タキ8050形（1両）、タキ16100形（4両）、タキ18500形（6両）の8形式があった。
所有者は、徳山曹達で、常備駅は山陽本線の周防富田駅（現在の新南陽駅）であった。
1979年（昭和54年）10月に制定された化成品分類番号では、侵80（侵食性の物質、腐食性物質、危険性度合3（小））が標記された。
タンク体は普通鋼（一般構造用圧延鋼材 SS41、現在のSS400）製で、タンク体内面にゴムライニングが施されていた。荷役方式はタンク上部の液入管からの上入れ、液出管と空気管使用による上出し方式である。
車体色は黒色、寸法関係は全長は11,800 mm、全幅は2,330 mm、全高は3,730 mm、台車中心間距離は7,600 mm、自重は17.1 t、実容積は26.2 m3、換算両数は積車4.5、空車1.8であり、台車はベッテンドルフ式のTR41Cである。
1982年（昭和57年）12月 に廃車となり同時に形式消滅となった。

## タキ4950形
1962年（昭和37年）10月にタキ4200形より4両（コタキ4233 - コタキ4236）の専用種別が「サラシ液」に変更され、記号番号は新形式名であるタキ4950形（コタキ4950 - コタキ4953）とされた。
記号番号表記は特殊標記符号「コ」（全長 12 m 以下）を前置し「コタキ」と標記する。
当初はブレーキ率の変更のみで外見は種車であるタキ4200形と変わらなかったが、1971年（昭和46年）に富士重工業においてタンク体を新製し載せ換えが行われた。このタンク体は耐候性高張力鋼製で、内部はゴムライニングが施されており、外部には断熱材（グラスウール）と薄鋼板製のキセ（外板）が取り付けられていた。
所有者は、呉羽化学工業であり、常備駅は常磐線の勿来駅であった。
1993年（平成5年）8月に最後まで在籍した1両（コタキ4950）が廃車となり同時に形式消滅となった。